# Kommando boer
Les kommandos boers étaient des unités militaires à cheval, composées de combattants boers organisés en milices. Ces kommandos participèrent à différentes opérations de guérilla, notamment contre les populations africaines, ainsi qu'aux deux guerres ayant opposé les Afrikaners aux troupes impériales britanniques. Souvent recrutés sur une base volontaire, le service militaire au sein des kommandos fut rendu obligatoire pour tous les hommes valides âgés de 16 à 60 ans durant la seconde guerre des Boers (1899-1902). À la fin de cette guerre, le traité de Vereeniging (traité de paix), obligea les kommandos boers à se dissoudre, mettant officiellement fin à plus de deux cents ans de tradition militaire boer.   
Le terme afrikaans kommando est entré dans l'usage anglais pendant la Seconde guerre des Boers (1899-1902) et reste celui qui est utilisé dans l'historiographie francophone contemporaine.

## Histoire
Les premiers commandos ont été créés au cours du XVIIIe siècle dans la colonie hollandaise du Cap, alors encore sous le commandement de la Compagnie hollandaise des Indes orientales, pour protéger la colonie contre les incursions des Khoïkhoï. Afin de protéger la colonie, tous les hommes valides furent enrôlés. Après cette guerre, tous les hommes libres de la colonie furent tenus de se rendre disponible rapidement en cas de conflit pour effectuer un service militaire. 
En 1700, la taille de la colonie avait considérablement augmenté et elle était divisée en districts. Le système d'armée de milice organisée en kommandos fut donc étendu et formalisé. Chaque district avait un commandant (Kommandant) qui était chargé d'appeler tous les citoyens (burghers) en cas de besoin.  
Sous la domination britannique, la colonie du Cap continua à utiliser le système de commando dans ses guerres de frontières, en plus des troupes impériales britanniques régulières. Les commandos étaient nettement plus mobiles que les lentes colonnes des troupes impériales, et plus adaptés aux combats sur les reliefs escarpés.
Pendant le Grand Trek, ce système fut utilisé et il continua à l'être dans les républiques boers ultérieures. Les deux républiques adoptèrent des lois rendant le service de commando obligatoire en cas de besoin pour tous les citoyens de sexe masculin âgés de 16 à 60 ans. Pendant la seconde guerre des Boers (1899–1902), le commando formait l'épine dorsale des forces boers. Le traité de paix imposa aux Boers la dissolution de leurs kommandos.
Lors de la rébellion Maritz de 1914, les insurgés boers s'organisèrent à nouveau en kommandos.

## Les burghers en armes
Les kommandos différaient grandement des armées contemporaines. Les combattants boers ne recevaient aucun entraînement militaire avant leur participation aux combats. La culture boer, avec sa pratique intensive du tir et de l'emploi des chevaux dans la vie de tous les jours, était considérée comme une préparation suffisante. De fait, les garçons boers s'initiaient précocement à la chasse, notamment à la chasse aux antilopes ; or cette chasse est pratiquée à cheval, avec les mêmes armes que celles employées dans les combats et nécessite de pouvoir tirer sur une cible mouvante, à grande distance, depuis un cheval en mouvement.  
Pour les jeunes hommes, la participation à une expédition de kommando tenait du rite de passage à l'âge adulte et d'une confirmation de leur masculinité. Si l'âge d'engagement usuel était de 16 ans, il n'était pas rare que des garçons de 12 à 16 ans accompagnent leur père en kommando, non en tant que combattant, mais en tant que agterryers (littéralement, « cavaliers de l'arrière »). Eux-mêmes montés à cheval, ils avaient la tâche de s'occuper des chevaux de leurs aînés durant le combat ; ils tenaient aussi les chevaux supplémentaires à la longe et s'occupaient également des quelques chariots légers tirés par des chevaux ou des mules. 
Les combattants ne portaient pas d'uniforme et étaient libres d'arborer barbes ou moustaches. Pendant leur service en kommando, les hommes restaient des burghers, c'est-à-dire des citoyens libres. Ils ne faisaient pas partie d'une armée au service de l’État, ils représentaient eux-mêmes l’État. Le républicanisme censé organiser les relations politiques au sein de la communauté boer était transposé au sein des kommandos. Par conséquent, toutes les fonctions de commandement étaient électives, de l'officier au commandant général. Les décisions étaient prises par un conseil où chaque homme avait le droit d'être entendu, si ce n'est écouté. En principe, tout homme pouvait être élu à une fonction de commandement, indépendamment de sa situation dans la vie civile. Dans les faits, on constatait une certaine hérédité des postes de commandements et les grands propriétaires terriens étaient bien plus souvent élus que les bywoners, les pauvres paysans sans terre.   
La taille des kommandos n'était pas fixée à l'avance, mais dépendait de la tâche à accomplir.

## Organisation des kommandos durant la seconde guerre des Boers

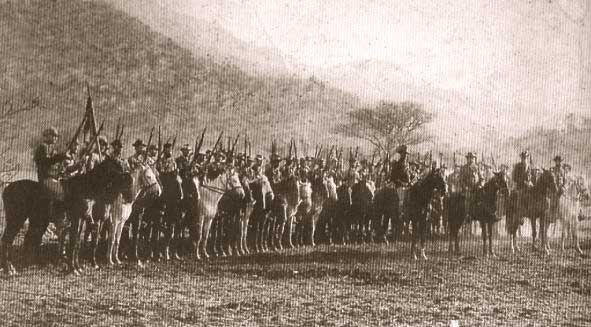
Rassemblement du kommando de Pretoria en 1899 (Seconde guerre des Boers).

Les deux républiques adoptèrent des lois sur les commandos rendant le service de commando obligatoire en cas de besoin pour tous les citoyens de sexe masculin âgés de 16 à 60 ans. Seuls les membres de l'exécutif, les pasteurs, les fonctionnaires, les enseignants de l'école publique et les commerçants en étaient exemptés. 
Chaque commando était rattaché à une ville et portait le nom de cette ville (par exemple Bloemenfontein Kommando, Pretoria Kommando). Chaque ville était responsable d’un district, lui-même découpé en plusieurs divisions. Le kommando était dirigé par un kommandant et chaque division par un veldkornet, c'est-à-dire un officier. En fonction de la densité de la population sur le territoire, la taille des kommandos pouvait grandement varier, les plus grands comptant jusqu'à 3 000 hommes.  
Le veldkornet était responsable non seulement de l'enrôlement des citoyens boers (appelés burghers), mais également du maintien de l'ordre dans sa division, de la perception des impôts ainsi que de l'approvisionnement en armes. Théoriquement, une division était divisé en sous-section. Chaque sous-section était généralement composée d'une vingtaine de citoyens (burghers).  
Le veldkornet (officier de division) devait rendre des comptes à son kommandant qui, à son tour, était responsable devant un général. En théorie, un général était responsable de quatre commandos.  
Les combattants boers avaient par ailleurs recours à leur main-d’œuvre masculine africaine pour les seconder. Confinés au rôle d'agterryers, ces hommes avaient principalement pour tâche de s'occuper des chevaux, chevaux qui étaient généralement emmenés à l'écart durant les phases de combat. Durant la seconde guerre des Boers, entre 7 000 et 8 000 agterryers africains prêtaient ainsi main-forte aux combattants boers. Les relations entre les agterryers et les combattants boers étaient une continuation sur le terrain militaire des relations asymétriques qui caractérisaient les relations entre les propriétaires terriens boers et leur main-d’œuvre agricole africaine.    
En ce qui concerne le haut commandement, la structure de commandement différait entre les deux républiques. Dans la République sud-africaine du Transvaal, le commandant-en-chef , Piet Joubert, portait le titre de commandant-général (Kommandant-generaal). Il avait sous ses ordres deux généraux en second, Piet Cronjé et Jan Kick. Dans l’État libre d'orange, le titre de commandant-général n'existait pas et cette fonction était assumée par le président de la République, Martinius Theunis Steyn. Le commandant en chef des forces militaires était Hendrik Prinsloo et il portait le titre de Hoofdkommandant (commandant en chef). 
D'autres rangs auxiliaires furent créés en temps de guerre, tels que celui de vleiskorporaal (littéralement « caporal de la viande »), chargé de distribuer les rations. 
Cette organisation hiérarchique ne correspondait cependant pas à une chaîne de commandement rigide. La hiérarchie militaire guidait plus qu'elle ne dirigeait ses troupes et les manquements aux ordres n'étaient pas sanctionnés, à l'exception de la désertion pure et simple. Comme l'explique l'historien Martin Bossenbroek :  
« Discuter ouvertement des décisions prises en haut lieu — parfois n'en faire aucun cas — était plutôt la règle que l'exception. Sur le champ de bataille, chaque Boer se considérait d'abord et avant tout comme son propre maître. »
— Martin Bossenbroek, L'or, l'empire et le sang.

### Équipement
Les kommandos boers n'avaient pas de division d'infanterie. Chaque combattant devait amener au minimum un cheval sellé.  Les chevaux employés par les kommandos étaient principalement des croisements entre des pur-sang anglais et des purs-sangs arabes. Ces chevaux, rapides et endurants, conféraient une grande mobilité aux kommandos boers. Le ratio homme/cheval était de 150 % à 200 % selon les kommandos. Pour épargner la vie de leurs très précieuses montures, les kommandos n'hésitaient pas à battre en retraite lorsqu'ils estimaient que la situation tournait à leur désavantage.  
Pour remplir leurs obligations militaires, les combattants devaient aussi amener un fusil avec au minimum vingt cartouches ainsi que des provisions de nourriture pour une semaine, soit des rations de biltong, de biscuits secs et de café avec du sucre. Les kommandos boers ne possédaient pas d'uniforme. Les combattants portaient leurs habits de tous les jours, avec une bandoulière pour les cartouches de leur fusil. Ils portaient généralement un chapeau en feutre pour se protéger du soleil. Leur matériel de couchage était généralement attaché à leur selle. 

#### Armement

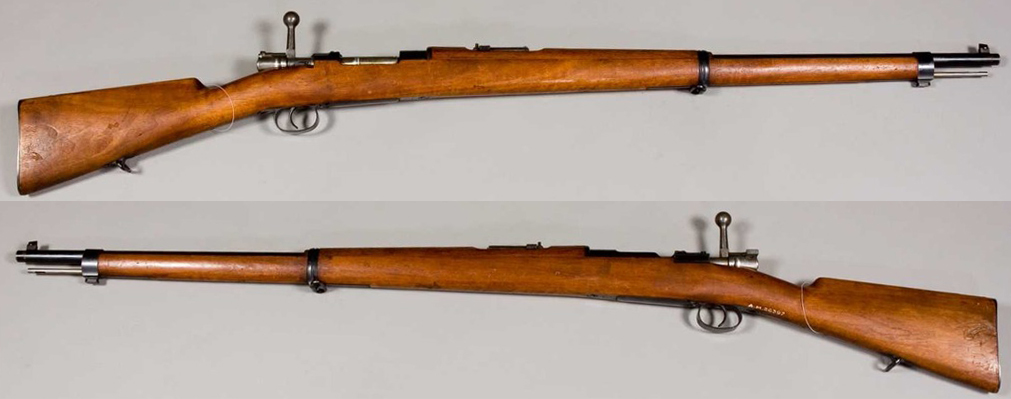
Fusils Mauser, modèle 1889.

Après le raid de Jameson de 1896, les deux républiques boers s'étaient réarmées en toute hâte. Au début de la seconde guerre des Boers, les combattants disposaient de 45 000 fusils Martini-Henry ainsi que d'un nombre équivalent de fusils Mauser. Le reste de l'armement était composé de petites mitrailleuses Lee-Metford, de grandes mitrailleuses Vickers-Maxim, surnommées « pom-pom » en raison du bruit de leurs détonations, de quatre grands canons Creusot de 155 mm (en) et de pièces d'artillerie de campagne de fabrication Krupp.
Au cours des combats, les combattants boers s'emparaient des armes des soldats britanniques qu'ils capturaient, notamment des fusils Lee-Metford.

## Les commandos boers dans la littérature
- Karel Schoeman (trad. de l'afrikaans), Des voix parmi les ombres : roman, Paris, Libretto, 2014, 311 p. (ISBN 978-2-7529-0523-9)